# Jumana Mattukat
Jumana Mattukat (* 10. Oktober 1973 in Saarburg, Rheinland-Pfalz als Jumana Bianka El-Husseini) ist eine deutsche Moderatorin, Journalistin, Autorin und Personal-Coach.

## Ausbildung
Jumana Mattukat studierte Publizistik und Politikwissenschaften an der Universität Mainz.

## Karriere
Nach ihrem Studium kam Jumana Mattukat im Jahr 2000 zu NBC GIGA nach Düsseldorf, wo sie ihr Volontariat im Netbeat-Bereich als Netzreporterin machte. 2001 wechselte sie als Host zu NBC GIGA Heartbeat nach Hannover. Im Jahr 2002 verließ Mattukat NBC GIGA.
Es folgten weitere Stationen beim WDR (u. a. daheim&unterwegs), urbia TV und heimatLIVE, wo sie sowohl als Autorin, als auch als Moderatorin arbeitete.

## Leben
Parallel zu ihrer Arbeit beim Fernsehen machte Mattukat eine Ausbildung zum „Consultant for interconnective development“ und schrieb ihr erstes Buch „Mami, ist das vegan?“ Sie lebt mit ihrem Mann Stephan Mattukat und ihren zwei Kindern in Bremen.